# Az utolsó akarat
Az utolsó akarat (eredeti cím: The Last Thing He Wanted) 2020-as amerikai–brit thriller film, amelyet Dee Rees rendezett.
A forgatókönyvet Marco Villalobos és Dee Rees írták. A producerei Cassian Elwes és Dee Rees. A főszerepekben Anne Hathaway, Ben Affleck, Rosie Perez, Edi Gathegi és Mel Rodriguez láthatók. A film zeneszerzője Tamar-kali. A film gyártója az Elevated Films, a Little Red Hen és a The Fyzz Facility, forgalmazója a Netflix.
2020. február 21-étől vetítik a Netflixen.

## Cselekmény
Egy újságíró ápolja a haldokló apját. Közben megszerez egy közép-amerikai fegyverüzletet, és megismeri az Irán–Contra ügyet.

## Szereplők
| Szereplő       | Színész         | Magyar hang         |
| -------------- | --------------- | ------------------- |
| Elena McMahon  | Anne Hathaway   | Bogdányi Titanilla  |
| Dick McMahon   | Willem Dafoe    | Végh Péter          |
| Treat Morrison | Ben Affleck     | Széles Tamás        |
| Alma Guerrero  | Rosie Perez     | Majsai-Nyilas Tünde |
| Jones          | Edi Gathegi     | Crespo Rodrigo      |
| Barry Sedlow   | Mel Rodriguez   | Olt Tamás           |
| Cat McMahon    | Onata Aprile    | TBA                 |
| Paul Schuster  | Toby Jones      | Pál Tamás           |
| Bob Weir       | Carlos Leal     | Rosta Sándor        |
| Max Berquist   | Ben Chase       | TBA                 |
| George Shultz  | Julian Gamble   | Várday Zoltán       |
| Stewart James  | Robert Sedgwick | Lux Ádám            |

## Gyártás
2017 szeptemberében bejelentették, hogy Dee Rees, Joan Didion azonos című regénye alapján, Marco Villalobos forgatókönyvéből filmet csinál. Az Elevated Films készíti a filmet. 2018 februárjában Anne Hathaway csatlakozott a film szereplőihez. 2018 júniusában Willem Dafoe is csatlakozott a film szereplőihez. 2018 júliusában Ben Affleck, Toby Jones, Rosie Perez, Edi Gathegi, Mel Rodriguez és Carlos Leal is csatlakoztak a film szereplőihez.
A forgatás 2018. június 14-én kezdődött Puerto Ricoban .

## Bemutatás
2018 májusában a Netflix megszerezte a film jogát. Világpremierje a Sundance Filmfesztiválon volt 2020. január 27-én. A Netflixen 2020. február 21-én jelent meg.